# Grad Waisenberg
Grad Waisenberg ali Važenberk (nemško Burg Waisenberg)  tudi castrum Waysenberc, Weyssenwurg se dviga na izolirani, skalnati gozdni vzpetini približno 7 kilometrov severozahodno od Velikovca na trasi ceste proti Mostiču na avstrijskem Koroškem. Gradbene značilnosti preostankov je po elementih mogoče po stilu gradnje opredeliti kot romanski, gotski in renesančni.  Grad je bil pozidan v 12. stoletju in opuščen po požaru leta 1790.

## Geografska lega in okolica gradu
Grajske ruševine Važenberk ali Waisenberg sodijo skupaj z ruševinami Gornjih Trušenj in Srednjih Trušenj, ki se nahajajo v polmeru približno 1000 m, v tako imenovano Trušenjsko skupino gradov, ki vključuje še ruševine Spodnjih Trušenj. Ta skupina gradov je nadzorovala dostop do doline Krčice in s tem tudi do rudarskega območja Železnega hriba (Hüttenberga). Ime gradu izvira verjetno od tega da grad stoji na beli apnenčasti skali.
Na razdalji niti štirinajst kilometrov od Waisenberg imamo še gradove Grebinj, Vovbre, Rauterburg (Stare Vovbre, romanska ruševina gradu na Wandelitzenu, nad posestvom Helldorff), s trušenjskimi gradovi kar šest sosednjih gradov, ki so skupaj z gradovi Rebrca, Zonek, Sommeregg, Wildenstein, Neudenstein , Vivšnik in  Rinek nadzorovali in zavarovali območje Velikovca.

## Zgodovina
Verjetno je na območju srednjeveškega gradu stal starejši grad Waisenberg, identičen z enim znanim v letu 895 duo castra in loco Thrusental, vendar je prva gradnja srednjeveškega gradu Waisenberg težko verjetno segala pred leto 1200. Na tem območju je še danes vidno utrdbeno obzidje tega nekdanjega hribovskega naselja.  
Ne samo zgodovina Waisenberga, ampak tudi celotne Trušenjske doline je tesno povezana z delovanjem Eme Krške, ki jo pogosto imenujejo mati koroške dežele. Kot koroška plemikinja, ustanoviteljica cerkve in samostanov je živela na prelomu iz 1. v 2. tisočletje. Bila je ena najbogatejših in najmočnejših žensk na Koroškem svojega časa, v sorodu s cesarjem Henrikom II. in z poročena z grofom Viljemom Breškim in Savinjskim. Od svojih prednikov - pripadnikov starega slovanskega plemstva, pa tudi predstavnikov priseljenih bavarskih družin in frankovske cesarske aristokracije - je podedovala bogata posestva: na Koroškem v Krški dolini - in dolini Metnice, ter kraj  Selče ter posest in gradove v Trušenjski dolini. V sedanjem kontekstu igra Ema pomembno vlogo pri ustanovitvi Trušenjskih gradov in gradu Waisenberg.
Ali je Waisenberg identičen enemu od »duo castra in loco Thrusental«, ki ga je kralj Arnulf dal predniku grofice Eme Krške 29. septembra 895, ni mogoče z gotovostjo trditi. Brez dvoma je bil Waisenberg v lasti Krške škofije, ki je gradu večkrat dala fevd in je bila v nevarnosti, da ga v celoti izgubi. Ena najbolj zanimivih osebnosti tistega časa je bil krški škof Bertold Selški, ki je vodil škofijo med leti 1090 do 1106. Bertold je zapravil velike dele škofije tako, da je velike dele podeljeval v fevd ali prodajal. 

## Lastniki in gradiščani Waisenberga
Prek Eme Krške so posesti v Trušenjski dolini prišle v last samostana, ki ga je ustanovila, in kasneje do Krške škofije. Škof Bertold Selški je dva gradova v Trušenjski dolini podaril grofu  Engelbertu Spanheimskemu, poznejšemu koroškemu vojvodi. Fevd je kasneje prešel na Engelbertovega brata Bernarda Trušenjskega in po njegovi smrti, na njegovega nečaka Štajerskega mejnega grofa Otokarja III. 
Leta 1167 je škof Henrik I. Krški kupil od Volberta Liebenberškega  trušenjski, castrum in Thrusen, quod Waysenberch dictum est nazaj za 100 srebrnih mark. To je tudi najstarejša omemba gradu Waisenberg. Med letoma 1193 in 1220 se omenja gradiščan Otto Rufus de Waisenberc, ki je imel grad v fevdu. Dokument iz leta 1236 poroča o Otu von Waisenbergu, ki je svojo fevdno pravico do Waisenberga prepustil krškemu škofu Ulriku I. Ortenburškemu. Listina iz leta 1258 priča, da je krški škof Ditrik II. dal stolp v Waisenbergu Ulriku in njegovim bratom, dedičem Hartvika. Krški škofje so se večkrat nahajali na Waisenbergu, kar je razvidno iz listine škofa Ditrika iz leta 1285, ki jo je izdal na gradu. Večinoma pa so bili na gradu najemniki. Iz 13. In 14. stoletja ni podatkov o gradiščanih. V 15. stoletju so krški škofje grad Waisenberg podelili vitezom Weißbriachom. Leta 1550 je škofija grad prodala Hansu Silberberškemu. Leta 1569 je njegova hči grad in gospostvo prodala Andreju Spangsteinu, ki ga je nasledil sin Žiga. Leta 1641 je grad in gospoščino pridobil Klavdij Schneeweiß Arnoldsteinski. Leta 1681 je grad in gospostvo kupil grof Žiga Welz, ki ga je leta 1713 prodal grofu Juriju Baltazarju Christallniggu.
Leta 1790 je grad Waisenberg pogorel. Prej naseljeni grad niso več obnovili in naselili, temveč so ga pustili propadanju. Z izjemo nekaj let med drugo svetovno vojno in po njej je Waisenberg vse do danes ostal v rokah družine Christallnigg.

### Galerija
- Fotografije
- Zunanja grajska vrata
- Spiralno stopnišče
- Notranje dvorišče s palacijem
- Dvokrako stopnišče
- Grajski stolp – Bergfrid
- Akvarel Marka Pernharta, 19. stoletje
- Panoramska slika Waisenberg
- Waisenberg iz južne strani